# 千葉県道235号巌根停車場線
千葉県道235号巌根停車場線（ちばけんどう235ごう いわねていしゃじょうせん）は、千葉県木更津市を走る一般県道。JR内房線巌根駅と千葉県道270号木更津袖ケ浦線交点を結ぶ。

## 概要
巌根駅の、終点とは反対方向の西口を起点とする。駅前広場を出るとすぐに左折して内房線と平行に少し南下、すぐにまた左折する。進路を南東方向にとり、内房線と交差してそのまま直進、県道270号に合流して終点となる。

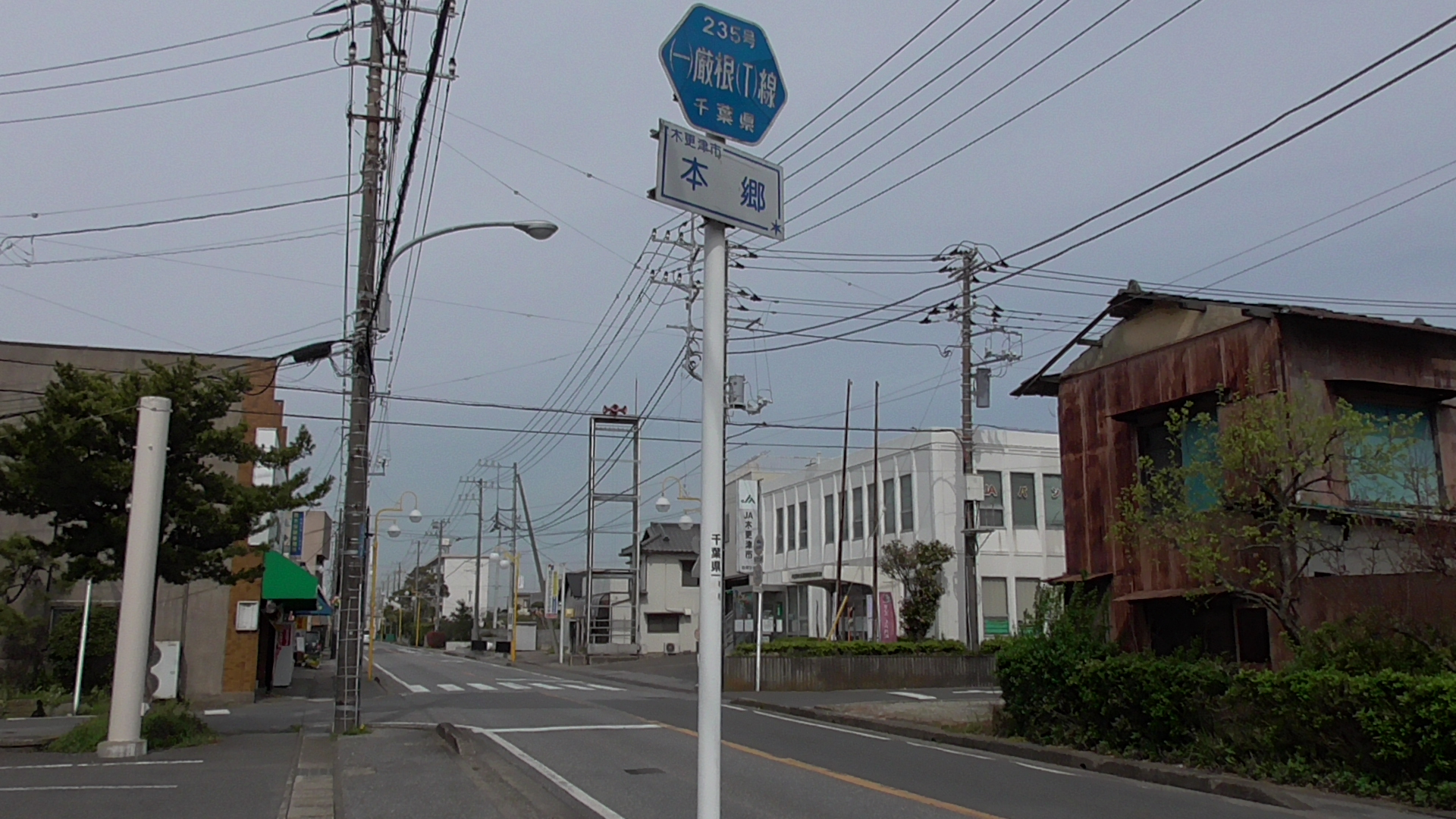
終点付近の県道235号。奥方は起点方面。(2016年4月)

### 路線データ
- 起点：木更津市岩根3丁目 内房線巌根駅西口
- 終点：木更津市本郷1丁目・2丁目・高柳2丁目 巌根駅入口交差点（千葉県道270号木更津袖ケ浦線交点）
- 総延長：1.229 km（君津土木事務所管内：1.229 km[1]）
- 重用延長：なし（君津土木事務所管内：0.0 km）
- 実延長：1.229 km（君津土木事務所管内：1.229 km[1]）
- 認定年月日：1955年（昭和30年）3月4日

## 地理

### 通過する自治体
- 千葉県
  - 木更津市

### 交差する道路・鉄道
- 内房線 - 木更津市巌根2丁目・3丁目・高砂1丁目・2丁目（踏切）
- 千葉県道270号木更津袖ケ浦線 - 木更津市本郷1丁目・2丁目・高柳2丁目（巌根駅入口交差点）

### 沿線
- 巌根駅
- 航空自衛隊第一補給処
- 木更津市農協岩根支店